# Nitjieri 2011
Nitjieri 2011 var den andra upplagan av den georgiska versionen av TV-programmet Talang. Programmet började sändas den 7 mars 2011, då auditionturnén visades upp. Tävlingens final gick av stapeln den 6 juni 2011. Under säsongen kom juryn att bestå av tre kända georgier; Vano Dzjavachisjvili, sångerskan Sofia Nizjaradze och Gega Palavandisjvili. Programledarparet var detsamma som säsongen 2010, sångerskan Tika Patsatsia tillsammans med komikern Vano Tarchnisjvili. Tävlingens fredagsfinaler ägde rum i det filharmoniska konserthuset i Georgiens huvudstad Tbilisi. Semifinalerna arrangerades på måndagar, mellan den 2 och 30 maj 2011 i Tbilisi.

## Semifinaler

### Semifinal 1
Den första semifinalen hölls den 2 maj 2011 i Tbilisi. Totalt avlades 67 560 telefonröster. Natali Vepchvadze vann med 28,5 % av rösterna. Även tvåan, Acro Style, gick vidare med 22,9 % av rösterna.
| Nr | Semifinalist      | Resultat                   | Röster |
| -- | ----------------- | -------------------------- | ------ |
| 1  | Natali Vepchvadze | Vidare (Tittarnas val) 1:a | 28,5 % |
| 2  | Acro Style        | Vidare (Juryns val) 2:a    | 22,9 % |
| 3  | Dramis Bitjebi    | Ej vidare 3:a              | 15,8 % |
| 4  | Tatia Donadze     | Ej vidare 4:a              | 7,5 %  |
| 5  | Nitsa Qipiasi     | Ej vidare 5:a              | 6,2 %  |
| 6  | Hereti Gogosebi   | Ej vidare 6:a              | 5,7 %  |
| 7  | Bachva Tserediani | Ej vidare 7:a              | 5,5 %  |
| 8  | Temo och Ana      | Ej vidare 8:a              | 4,7 %  |
| 9  | Water Lilly       | Ej vidare 9:a              | 1,7 %  |
| 10 | Davit Davitiani   | Ej vidare 10:a             | 1,6 %  |

### Semifinal 2
Den 9 maj hölls den andra semifinalen av fyra i Tbilisi. 43 816 samtal togs emot till tävlingen. Vann, med 30,5 % av rösterna, gjorde Mari Tomaradze. Tvåa blev Bermucha, som juryn valde att ge en finalplats.
| Nr | Semifinalist         | Resultat                   | Röster |
| -- | -------------------- | -------------------------- | ------ |
| 1  | Mari Tomaradze       | Vidare (Tittarnas val) 1:a | 30,5 % |
| 2  | Bermucha             | Vidare (Juryns val) 2:a    | 25,6 % |
| 3  | Nika och Keti        | Ej vidare 3:a              | 9,1 %  |
| 4  | Luka Qarmazanasjvili | Ej vidare 4:a              | 7,9 %  |
| 5  | Kutatureb            | Ej vidare 5:a              | 6,5 %  |
| 6  | Nagi Zachariani      | Ej vidare 6:a              | 6,3 %  |
| 7  | Tsiala Matjarasjvili | Ej vidare 7:a              | 4,8 %  |
| 8  | Inesa Krivosjeeva    | Ej vidare 8:a              | 4 %    |
| 9  | Nino Lezjava         | Ej vidare 9:a              | 2,8 %  |
| 10 | Simgegis Tsekvi      | Ej vidare 10:a             | 2,4 %  |

### Semifinal 3
Den tredje semifinalen hölls den 16 maj 2011 i Tbilisi. 23 685 röster togs emot. Vann gjorde Katarzisis Dueti, med 23,2 % av folkets röster. Den andra finalplatsen gick till Nia Kvaratschelia, med 19,44 % av rösterna.
| Nr | Semifinalist      | Resultat       | Röster  |
| -- | ----------------- | -------------- | ------- |
| 1  | Katarzisis Dueti  | Vidare 1:a     | 23,2 %  |
| 2  | Nia Kvaratschelia | Vidare 2:a     | 19,44 % |
| 3  | Marias Akobia     | Ej vidare 3:a  | 16,4 %  |
| 4  | Bolnisi           | Ej vidare 4:a  | 9,6 %   |
| 5  | Dzjumber Nozadze  | Ej vidare 5:a  | 9,2 %   |
| 6  | Sandro Tsiskadze  | Ej vidare 6:a  | 7,9 %   |
| 7  | Tavisupali        | Ej vidare 7:a  | 7,4 %   |
| 8  | Our Style         | Ej vidare 8:a  | 3,1 %   |
| 9  | Black Balance     | Ej vidare 9:a  | 2,7 %   |
| 10 | Tsira Kuprasjvili | Ej vidare 10:a | 0,7 %   |

### Semifinal 4
Hölls den 23 maj 2011 i Tbilisi. 33 635 röster mottogs under den direktsända semifinalen. Vann gjorde Datikasjvilebis odzjachi, som fick hela 34,7 % av rösterna. Vidare gick även Tsisda Giorgi, som fick 27,2 % av rösterna. 
| Nr | Semifinalist                     | Resultat       | Röster |
| -- | -------------------------------- | -------------- | ------ |
| 1  | Datikasjvilebis odzjachi         | Vidare 1:a     | 34,7 % |
| 2  | "Tsmisda Giorgi"                 | Vidare 2:a     | 27,2 % |
| 3  | Teona Korosjinadze               | Ej vidare 3:a  | 13 %   |
| 4  | Batjo Agulasjvili                | Ej vidare 4:a  | 6,4 %  |
| 5  | Vorteksi                         | Ej vidare 5:a  | 3,7 %  |
| 6  | Tanmovamdzjisje gogonata dzjgupi | Ej vidare 6:a  | 3,6 %  |
| 7  | Motsekvaveegis dzjupi aprikidas  | Ej vidare 7:a  | 3,5 %  |
| 8  | Datji Turkia                     | Ej vidare 8:a  | 3 %    |
| 9  | Irakli Bibiluri                  | Ej vidare 9:a  | 2,8 %  |
| 10 | Irakli Saralidze                 | Ej vidare 10:a | 2,1 %  |

### Semifinal 5
Hölls den 30 maj 2011 i Tbilisi. Ett nytt rekord i antalet telefonröster uppnåddes, då 145 043 samtal mottagits. Majoriteten, 49,5 %, röstade på Vano Pipia som gick vidare. Juryn valde gruppen "Pantomi" att gå till final.
| Nr | Semifinalist          | Resultat       | Röster |
| -- | --------------------- | -------------- | ------ |
| 1  | Vano Pipia            | Vidare 1:a     | 49,5 % |
| 2  | Soso Narimanidze      | Ej vidare 2:a  | 27,2 % |
| 3  | Ansambli alilo        | Ej vidare 3:a  | 6,5 %  |
| 4  | Nutsa Buzaladze       | Ej vidare 4:a  | 6,3 %  |
| 5  | Chvitja Tjitjiasjvili | Ej vidare 5:a  | 2,5 %  |
| 6  | Band "Pantomi"        | Vidare 6:a     | 1,9 %  |
| 7  | Ann's vänner          | Ej vidare 7:a  | 1,3 %  |
| 8  | Giorgi Baghnasjvili   | Ej vidare 8:a  | 1,1 %  |
| 9  | Rap Rise              | Ej vidare 9:a  | 0,4 %  |
| 10 | Ninia Rochvadze       | Ej vidare 10:a | 0,3 %  |

## Bankens val
Vid varje semifinal valde "banken" ut en artist som man tyckte förtjänade en plats i finalen. Vinnaren bland dessa fick sedan en plats i finalen, vilket gav 11 finalister. Teona Korosjinadze fick flest röster och gavs därför en finalplats. 
| Namn                | Antal röster | Plats |
| ------------------- | ------------ | ----- |
| Teona Korosjinadze  | 17 372       | 1     |
| Daki                | 16 246       | 2     |
| Grupp "Takisupali"  | 11 282       | 3     |
| Nitsa Qipiani       | 5 646        | 4     |
| Ensemble "Bermucha" | 4 888        | 5     |

## Final
Finalen ägde rum den 6 juni 2011 i Tbilisi. Totalt mottogs 134 144 telefonröster. Vann gjorde sångaren Vano Pipia, vilket gör att programmet hittills enbart vunnits av sångare då 2010 års vinnare Levan Sjavadze även han sjöng. Pipia vann med stor marginal (60,1 %) mot tvåan Datikasjvilebis odzjachi på 8,6 %. Utöver huvudpriset på 10 000 lari delades även priser ut till tre av juryns egna favoriter. 
| Namn                     | Röster (i %) | Plats |
| ------------------------ | ------------ | ----- |
| Vano Pipia               | 60,1 %       | 1     |
| Datikasjvilebis odzjachi | 8,6 %        | 2     |
| Acro Style               | 6,9 %        | 3     |
| Grupp "Tsmisda Giorgi"   | 6,3 %        | 4     |
| Natali Vepchvadze        | 6,0 %        | 5     |
| Mari Tomaradze           | 4,6 %        | 6     |
| Grupp "Pantomi"          | 2 %          | 7     |
| Nika da Keti             | 1,8 %        | 8     |
| Teona Korosjinadze       | 1,6 %        | 9     |
| Katarzisis dueti         | 1,2 %        | 10    |
| Sandro Tsiskadze         | 1,0 %        | 11    |